# Delta Draconis
Delta Draconis (δ Dra, δ Draconis) è la quarta stella più luminosa della costellazione del Dragone. La sua magnitudine apparente è +3,08 e dista 97 anni luce dal sistema solare.
Possiede i nomi tradizionali di Altais e Nodus II (o Nodus Secundus). Il nome Altais deriva dall'arabo Al Tais e significa "capra". Nodus II deriva invece dal latino e indica che la stella è il secondo nodo della figura del Dragone.

## Osservazione
La sua posizione è fortemente boreale e ciò comporta che la stella sia osservabile prevalentemente dall'emisfero nord, dove si presenta circumpolare anche da gran parte delle regioni temperate; dall'emisfero sud la sua visibilità è invece limitata alle regioni temperate inferiori e alla fascia tropicale.
Essendo di magnitudine apparente pari a 3,08, risulta facilmente osservabile ad occhio nudo, in un cielo non fortemente affetto da inquinamento luminoso.

## Caratteristiche fisiche
Delta Draconis si trova attualmente alla distanza di 97 anni luce, mentre circa 750.000 anni fa si trovò alla minima distanza dalla Terra, circa 59 anni luce, arrivando a brillare di magnitudine +1,97.
La stella è una gigante gialla di classe spettrale G9III, avente una massa 2,3 volte quella del Sole. Con una temperatura superficiale di 4830 K ed un raggio 11 volte superiore a quello solare, emana circa 60 volte più luce del Sole.